# Donna che vai
Donna che vai è un album del cantautore italiano Oscar Prudente, pubblicato dall'etichetta discografica CGD nel 1977.
L'album è prodotto da Bruno Lauzi, autore dei testi di 7 dei 9 brani, mentre gli altri 2 (i primi del Lato B) sono opera di Ivano Fossati. Le musiche sono composte dallo stesso interprete.

## Tracce

### Lato A
1. Donna che vai
2. Capelli rossi
3. No no no
4. Ci si innamora

### Lato B
1. Mi vuoi
2. E magari ritorni
3. Principessa
4. Incantesimo
5. Ancora soli

## Formazione
- Oscar Prudente – voce, percussioni
- Massimo Luca – chitarra acustica, chitarra elettrica
- Bob Callero – basso
- Roberto Haliffi – percussioni
- Walter Calloni – batteria
- Tony Soranno – chitarra elettrica, chitarra a 12 corde
- Renè Mantegna – percussioni
- Doriano Beltrame – tromba
- Marco Pellacani – trombone
- Claudio Pascoli – sassofono tenore, sassofono soprano, tastiera, pianoforte